# 工業管理學系
工業管理學系（英語：Department of Industrial Management）是以學習和研究工業的理論和實務的科系，多簡稱為工管系，一般置於社會科學學院下。通常學習範疇有會計學，微積分，人因工程學，AutoCAD等。